# Periploca
Periploca es un género de plantas con flores con 88 especies perteneciente a la familia Apocynaceae (orden Gentianales). Nativo del sur de Europa y Asia occidental donde crece en todo tipo de suelos que estén soleados y húmedos.
Son arbustos caducifolios trepadores que alcanzan 9 metros de altura. Hojas opuestas, simples, ovaladas y de color verde oscuro. Con flores hermafroditas y cultivados en Gran Bretaña como planta ornamental.

## Taxonomía
El género fue descrito por Tourn. ex L. y publicado en Species Plantarum 1: 211. 1753. La especie tipo es: Periploca graeca
Etimología
Periploca; nombre genérico que deriva  del griego periploke, que significa abrazo. En relación con el modo en que se enredan sus ramas unas con otras.

## Especies seleccionadas
- Periploca acuminata
- Periploca africana
- Periploca afzelli
- Periploca albicans
- Periploca alboflavescens
- Periploca angustifolia
- Periploca graeca